# Living in the Background (dal)
A Living in the Background című dal az olasz Baltimora együttes 3. kimásolt kislemeze az azonos címet viselő Living in the Background című albumról. A dal a Billboard Hot 100-as listáján a 87. helyig jutott.

## Megjelenések
12"  Németország EMI Electrola – 1C K 060-11 8735 6
- A	Living In The Background (Extended Version) 6:05
- B1	Running For Your Love (Extended Version) 5:50
- B2	Living In The Background (Instrumental Mix) 4:24

## Slágerlista
| Slágerlista (1986)     | Legjobb helyezés |
| ---------------------- | ---------------- |
| Kanada (RPM)           | 96               |
| U.S. Billboard Hot 100 | 87               |

## Közreműködő előadók
- Mix – John Luongo
- Producer – Maurizio Bassi
- Írták – Maurizio Bassi, Naimy Hackett

## Külső hivatkozások
- Élő eladás[5]
- Dalszöveg[6]
- Információk az Allmusic.com oldalon[7]